# The Country Kid
The Country Kid è un film muto del 1923 diretto da William Beaudine e sceneggiato da Julien Josephson. Aveva come interpreti Wesley Barry, Spec O'Donnell, Bruce Guerin, Kate Toncray, Helen Jerome Eddy, George Nichols, Edmund Burns, George C. Pearce.

## Trama
Ben Applegate, il maggiore di tre orfani, gestisce la fattoria lasciata da suo padre e si occupa dei fratelli minori Joe e Andy. Loro tutore legale è lo zio Grimes. Ma l'uomo, che vuole impossessarsi della fattoria, dichiara Ben inadeguato a quel compito, gli toglie la gestione e manda i fratelli più piccoli in orfanotrofio. Un giudice sostiene invece le ragioni del giovane e solleva dalla sua funzione Grimes, restituendo a Ben e alla fattoria i bambini che vengono poi adottati da un vicino affettuoso e dalla sua nuova moglie.

## Produzione
Il film fu prodotto dalla Warner Bros.

## Distribuzione
Il copyright del film, richiesto dalla Warner Brothers Pictures, fu registrato il 9 ottobre 1923 con il numero LP19483.

Distribuito dalla Warner Bros., il film uscì nelle sale statunitensi il 4 novembre 1923 dopo essere stato presentato in prima a New York il 29 ottobre. Prima dei titoli di testa, appariva la scritta: Warner Brothers Present Wesley Barry in....
Copia completa della pellicola e alcuni frammenti sono conservati negli archivi dell'Indiana University (David Bradley collection).